# چیتگونگ-۲
چیتگونگ-۲ (به لاتین: Chittagong-2) یک منطقهٔ مسکونی در بنگلادش است که در ناحیه چیتاگونگ واقع شده‌است.